# LTI TX1
La LTI TX1 è un'autovettura di tipo taxi prodotta dalla casa automobilistica inglese London Taxis International (LTI) dal 1997 al 2002.
Nasce come erede dello storico Austin FX4.

## Profilo e contesto
Lo sviluppo di una nuova generazione di Taxi londinesi (comunemente chiamati Blackcab) partì nel fine del 1992 quando lo storico carrozziere Carbodies in seguito ad una riorganizzazione aziendale venne ribattezzato London Taxis International. La vecchia Austin FX4 ormai era eccessivamente datata in quanto risaliva al 1959 e nonostante i numerosi aggiornamenti ormai mancava sia di sistemi di sicurezza che dei comfort necessari ad una vettura degli anni novanta. 
La LTI stanziò oltre 20 milioni di sterline per lo sviluppo triennale di un nuovo veicolo e nel 1992 incaricò il designer Kenneth Grange di abbozzare delle proposte per un nuovo taxi; i primi prototipi in creta furono realizzati già dal settembre dello stesso anno. 
Tuttavia a causa delle scarse risorse finanziarie della casa madre il progetto subì uno stop e solo nel fine del 1994 venne ripreso apportando delle modifiche  soprattutto nella sezione frontale in quanto i vertici avevano intenzione di realizzare una famiglia di vetture derivate da un unico progetto. Invece dei fanali rettangolari vennero adottati fanali circolari per mantenere continuità stilistica con i classici taxi Austin-Carbodies. Approvato lo stile il progetto venne congelato e si passò ad ingegnerizzare la vettura, i primi esemplari pre-serie vennero costruiti all’inizio del 1997 e la presentazione ufficiale della nuova vettura avvenne nell'ottobre dello stesso anno al salone di Londra e l’avvio in contemporanea della produzione nello stabilimento di Coventry. Venne ribattezzato TX1 riprendendo la storica nomenclatura introdotta dall’Austin con l’FX4. La denominazione TX era l’abbreviazione di TAXI mentre il numero 1 indicava il primo veicolo della nuova famiglia di veicoli della LTI.
Il telaio di base era di nuova concezione e manteneva uno schema a longheroni ma con pianale ribassato, sospensioni anteriori indipendenti di tipo MacPherson e posteriori ad assale rigido con molle elicoidali. Venne mantenuto l’angolo di Ackermann anteriore per rendere minore il raggio di sterzata e facilitare le manovre. L’abitacolo era a cinque posti ed introduceva anche la cintura di sicurezza a tre punti per i sedili posteriori.
La produzione del TX1 termina nel 2002 sostituito dal nuovo TXII.

## Caratteristiche tecniche
Il motore è il quattro cilindri Nissan TD27 OHV da 2,7 litri otto valvole turbo diesel erogante 82 cavalli a 4300 giri al minuto e 165 Nm di coppia massima a 2400 giri al minuto abbinato ad una trasmissione manuale a cinque rapporti oppure ad un cambio automatico a quattro rapporti (entrambi di origine Nissan).
La carrozzeria era in acciaio con la sezione frontale in acciai alto resistenziali conforme anche alle omologazioni nei crash test americani.